# 劇場版ポケットモンスター ダイヤモンド&パール ディアルガVSパルキアVSダークライ ミュージックコレクション
『劇場版ポケットモンスター ダイヤモンド&パール ディアルガVSパルキアVSダークライ ミュージックコレクション』は、劇場版『ポケットモンスター ダイヤモンド&パール ディアルガVSパルキアVSダークライ ミュージックコレクション』のサウンドトラック。2007年7月25日にメディアファクトリーから発売された。

## 概要
- 劇場版『ポケットモンスター ダイヤモンド&パール ディアルガVSパルキアVSダークライ ミュージックコレクション』のサウンドトラック。
- CDジャケットには、サトシ、ピカチュウ、ディアルガが描かれている。
- 初回限定盤には、「10th Anniversary ゴールドパッケージ」という仕様になっている。
- CDと共にポケモン映画過去10作品のダイジェスト映像が収録されているDVDが同梱されている。
- 音楽は、宮崎慎二が担当している。

## 収録曲
1. ポケモンとは…（アバン1）
2. その少年、サトシ（アバン2）
3. 神と呼ばれしポケモン
4. 劇場タイトルテーマ2007
5. そして今日も 〜君のそばで〜
6. 気球に乗った少女
7. 風に乗って
8. Together2007（映画バージョン）
歌：あきよしふみえ
作詞：D&Pプロジェクト / 作曲：Rie / 編曲：西脇辰弥
オープニングテーマ
9. ゴーディの庭のポケモンたち
10. アリスの草笛
11. ダークライ出現!!
12. アリシア
13. 「オレも乗せてってくれぇ〜」
14. アリスとトニオ
15. ダークライVSベロベルト（アルベルト）
16. 激突 〜ディアルガ襲撃〜出会うはずがないものたち〜ディアルガVSパルキアVSダークライ
17. 時空の塔へ
18. ダークライ命を懸けて
19. オラシオンを鳴らせ!
20. オラシオン
21. もとの世界へ
22. ダークライへの思い
23. ダークライ 影の中から
24. 夏でSUKA?（映画バージョン）
歌：グリン
作詞：NATUS-BOY / 作曲・編曲：たなかひろかず
ぬりえコンテストテーマ曲